# 贾马多巴
贾马多巴（Jamadoba），是印度贾坎德邦丹巴德县的一个城镇。总人口33981（2001年）。

## 人口
该地2001年总人口33981人，其中男性18445人，女性15536人；0—6岁人口5164人，其中男2693人，女2471人；识字率61.56%，其中男性为70.85%，女性为50.54%。